# Theodor Rosetti
Theodor Rosetti (n. 4 mai 1837, Iași, Moldova – d. 17 iulie 1923, București, România) a fost un publicist și om politic român, cel de-al șaisprezecelea  prim-ministru al României în perioada 1888-1889 și membru de onoare al Academiei Române (1891), Societății Junimea (1863). Theodor Rosetti a fost Ministru de Finanțe în 1912 și Președinte al Senatului Român în 1913, în guvernul Titu Maiorescu.

## Biografie
Descendent al unei vechi familii boierești, primește o educație germană în cadrul lecțiilor desfășurate în sânul familiei. A început liceul la Lvov și l-a terminat la Viena, a studiat economia politică și finanțele la Viena și Paris. Și-a luat licența în drept la Paris, iar în 1860 este numit judecător la tribunalul din Iași, numărându-se printre întemeietorii societății Junimea. În anul 1863, împreună cu Petre P. Carp, Titu Maiorescu, Vasile Pogor și Iacob Negruzzi, pune bazele societății culturale „Junimea” și ale revistei sale „Convorbiri literare”, pe care o conduce timp de 28 de ani (1867 - 1895). Revista își propunea discutarea unor probleme lingvistice, organizarea unor cenacluri prin care să răspândească idei, cunoștințe de literatură, istorie, economie, politică și să promoveze noi valori din cultura românească.
Theodor Rosetti a studiat finanțele și științele politice la Lviv și la Viena, precum și dreptul la Paris. După absolvire, a devenit judecător la Iași, 1864 prefect de Vaslui și profesor la Facultatea de Drept a Universității din Iași. Theodor Rosetti, declarându-se un admirator al Italiei, a fost un propagandist sincer al filoitalienismului.
Ca membru al Partidului Conservator a fost de mai multe ori președintele Consiliului de Miniștri și ministru. A deținut funcția de guvernator al Băncii Naționale a României în perioada 19 noiembrie 1890 - 21 noiembrie 1895. În calitate de guvernator a coordonat desfășurarea și finalizarea negocierilor dintre B.N.R. și statul român cu privire la schimbarea sistemului monetar, întocmirea Regulamentului Casei de Pensiuni și Ajutoare a Funcționarilor B.N.R., înființarea Băncii Agricole cu sprijinul Băncii Naționale.
În primăvara anului 1866 este ales deputat de Dorohoi și face parte din Adunarea Constituantă. Între anii 1866-1868, funcționează ca președinte al consiliului județean Vaslui. Agent diplomatic al României la Berlin, ministru al Lucrărilor Publice; la 31 martie 1876, este numit membru al Curții de Casație, iar în 1884, președinte. Face parte din comitetul de redacție al ziarului ,,Timpul”, președinte al Consiliului de miniștri al României în perioada 1888-1889, guvernator al Băncii Naționale (1891- 1895); director al Băncii Agricole; ministru de Finanțe, membru al Curții Permanente de Arbitraj de la Haga. Este cunoscut pentru lucrările: Despre direcțiunea progresului nostru, 1874; Mișcarea socială la noi, 1885. Invitat de Regele Carol I să participe la Consiliul de coroană din 3 august 1914 în calitate de fost conducător al guvernului României, Theodor Rosetti, unul dintre cei doi decani de vârstă ai Consiliului, alături de P. P. Carp (avea șaptezeci și șapte de ani în 1914), se pronunță pentru neutralitate: ,,Să stăm deci liniștiți la o parte, să ne vedem de nevoile și de necazurile noastre și să ne căznim să păstrăm ceea ce cu atâta trudă am agonisit”. [...] decât să ne avântăm într-un război contra simțământului public, mai bine să rămânem neutri”. 
Theodor Rosetti a decedat la 17 iulie 1923 în București, la vârsta de 86 de ani.